# هنریته زونتاگ
هنریته زونتاگ (آلمانی: Henriette Sontag؛ ۳ ژانویهٔ ۱۸۰۶ – ۱۷ ژوئن ۱۸۵۴) یک خوانندهٔ سوپرانوی برجستهٔ اپرا اهل آلمان بود. وی بین سال‌های ۱۸۲۳ تا ۱۸۵۴ میلادی فعالیت می‌کرد.
او صدایی خوش‌آیند و مجلسی داشت و از شهرت بین‌المللی نیز برخوردار بود و یکی از نمایندگان برجستهٔ سبکِ آوازخوانی سلیس بود.
نخستین اجرای رسمی و حرفه‌ای او در سن ۱۵ سالگی و در شهر لایپزیگ انجام شد که اپرای «تیرانداز ماهر» اثرِ کارل ماریا فون وبر را اجرا کرد.
هنریته زونتاگ نخستین تک‌خوان و سوپرانوی سمفونی شماره ۹ و میسا سولمنیس (هر دو اثرِ لودویگ فان بتهوون) است و در آن هنگام، تنها ۱۸ سال داشت.
دو سال بعد، نقش «رُزینا» را در اپرای آرایشگر شهر سویل (اثرِ جواکینو روسینی) اجرا کرد و چیره‌دستی‌اش در خوانندگی و همچنین شخصیت جذابش بر روی صحنه، چنان بود که بانوی آواز آن دوران، آنجلیکا کاتالانی را شدیداً تحت‌الشعاعِ خود قرار داد.
هنریته زونتاگ در سال ۱۸۵۴ میلادی به مکزیکو سیتی دعوت شد. او نخستین خوانندهٔ سرود ملی مکزیک بر روی شعری از «فرانسیسکو گونسالس بوکانگرا» محسوب می‌شود که در ۱۷ مه ۱۸۵۴ اجرا شد.
یک‌ماه بعد، هنریته زونتاگ به بیماری وبا مبتلا شد و در سن ۴۸ سالگی درگذشت. آخرین اثرِ او، اجرای نقش «دِزدِمونا» در اپرای «اتللو» اثر، جواکینو روسینی بود.
جسدش را در صومعهٔ سیسترسی‌های «سنت مارینتال» واقع در زاکسن دفن کردند.